# Wapen van Goeree-Overflakkee

Het wapen van Goeree-Overflakkee, toont een symbolische weergave van het eiland Goeree-Overflakkee gekroond met de kroon van het wapen van Goedereede. De wapenomschrijving luidt: "Golvend doorsneden; I in azuur een uitkomende korenschoof van goud; II golvend gedwarsbalkt van vijf stukken, zilver en azuur. Het schild gedekt met een gouden kroon van zestien parels waarop drie parels."

## Geschiedenis
Op 16 mei 2013 stemde de gemeenteraad van Goeree-Overflakkee in met het nieuwe gemeentewapen. In oktober 2012 werd bij de Hoge Raad van Adel een adviesaanvraag ingediend, rondom een ontwerp voor een gemeentewapen. De Raad kwam aanvankelijk met twee voorstellen. Een traditioneel ontwerp en een modern ontwerp. Bij die aanvraag was verzuimd om het Streekarchief te betrekken bij de procedure. In een later stadium gebeurde dat alsnog. Het Streekarchief droeg toen een derde (tevens traditionele) ontwerp in. Dat ontwerp is meer dan honderd jaar oud en heeft letterlijk en figuurlijk haar wortels op het eiland Goeree-Overflakkee liggen. Het ontwerp werd nooit officieel ingevoerd.  Het ontwerp symboliseert de ontstaansgeschiedenis van het eiland, de verovering van het land op de zee, daarbij de verhouding water en land. Het vruchtbare land wordt gesymboliseerd door middel van een gouden korenschoof die zich uit de zee verheft. De korenaren symboliseren op hun beurt weer de verschillende dorpen op het eiland. Dat eiland wordt bestuurd door een gemeente, zoals de korenschoof bijeen gehouden wordt door een band. De vijf golven symboliseren het water dat de gemeente omringt, de Grevelingen, het Haringvliet, de Krammer, het Volkerak en de Noordzee. De kroon werd overgenomen van het wapen van Goedereede.

## Verwant wapen

Het wapen van Goedereede, waaraan de kroon ontleend is.